# Batalla de Agosta
La batalla de Agosta (también conocida como batalla de Augusta) se libró el 22 de abril de 1676 durante la guerra franco-holandesa entre una flota francesa de 29 barcos de línea, cinco fragatas y ocho brulotes bajo Abraham Duquesne y una flota hispano-holandesa de 27 barcos (17 holandeses, 10 españoles), además de cinco brulotes al mando del Almirante General Michiel de Ruyter. 
La batalla fue un corto pero intenso combate y terminó cuando Duquesne, después de enterarse de que De Ruyter había sido herido de muerte, decidió retirarse. No se perdió ningún barco, aunque hubo muchos muertos y heridos, especialmente entre los holandeses.
- Datos: Q939845